# KV42
Ngôi mộ KV42 là một ngôi mộ Ai Cập cổ nằm trong Thung lũng của các vị Vua ở Ai Cập. Nó được xây cho bà Hatshepsut-Meryetre, vợ của vị pharaon Thutmosis III, nhưng bà không được chôn trong mộ. Nó đã được sử dụng bởi Sennefer, một thị trưởng ở Thebes trong suốt Triều đại của Amenhotep II, và bởi một thành viên của gia đình ông. Ngôi mộ có một phòng chôn cất hình dạng vỏ đạn, giống như các ngôi mộ của Vương triều 18.

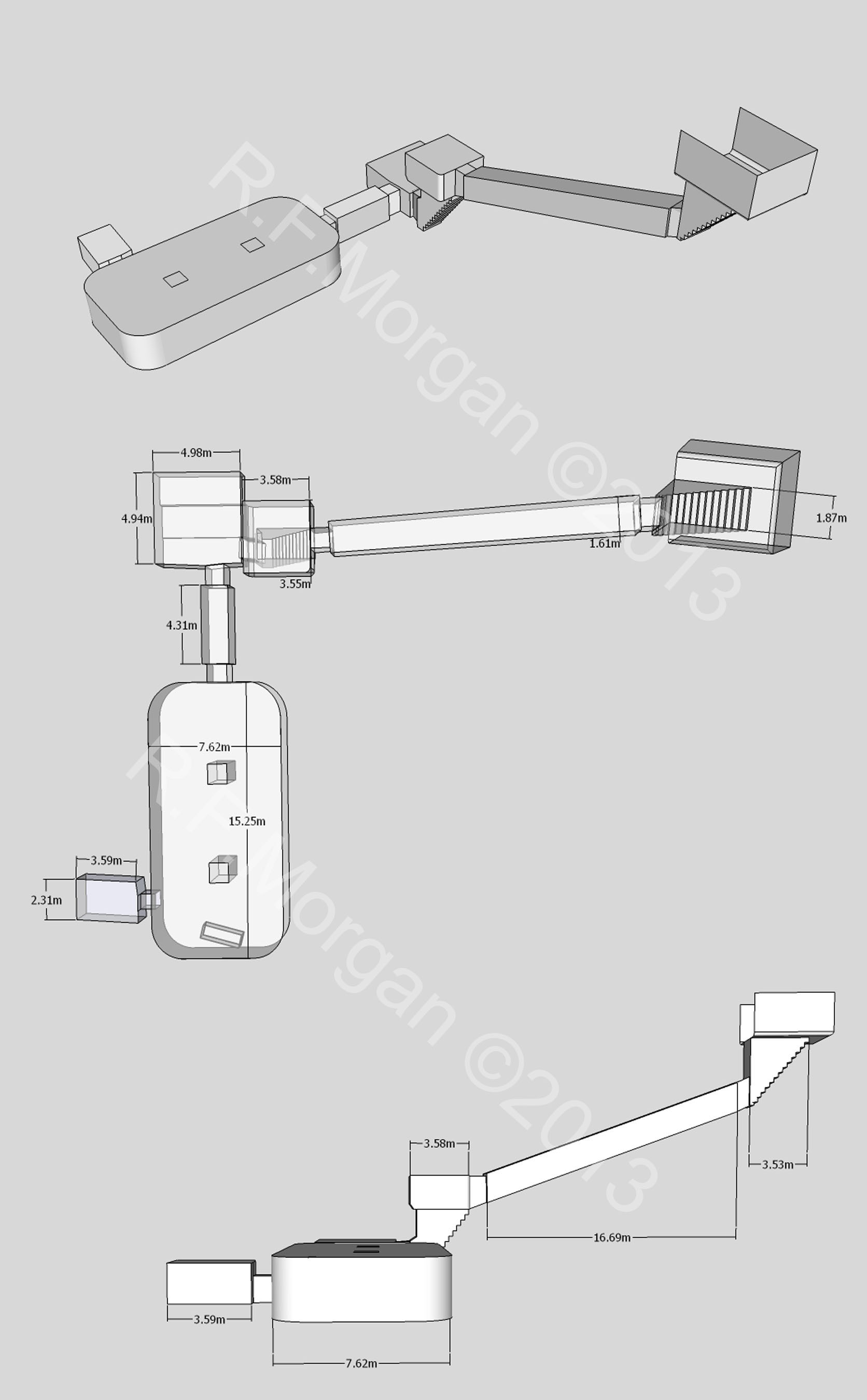
Hình ảnh của KV42 lấy từ một mô hình 3d

## Bản đồ vị trí các ngôi mộ
|  | Chủ đề Ai Cập cổ đại |